# Pont Jacques Chaban-Delmas
Die Pont Jacques Chaban-Delmas ist eine als Hubbrücke ausgeführte Straßenbrücke über die Garonne in Bordeaux im Département Gironde in der Region Nouvelle-Aquitaine in Frankreich. Sie ist nach Jacques Chaban-Delmas, dem früheren Premierminister Frankreichs und früheren Bürgermeister von Bordeaux, benannt.

## Lage
Die Brücke befindet sich etwa 3 km vom Stadtzentrum entfernt zwischen der in der Altstadt gelegenen Pont de pierre und der Autobahnbrücke Pont d’Aquitaine und verbindet die Stadtviertel Bacalan und Bastide. Deshalb hieß sie während der Bauzeit Pont Bacalan-Bastide und wird teilweise heute noch so genannt. Sie ist die fünfte Querung der Garonne in Bordeaux.

## Beschreibung

### Allgemeines
Da die Brücke die Passage von Kreuzfahrtschiffen bis zur Altstadt von Bordeaux ermöglichen soll, wurde sie als Hubbrücke mit einer lichten Höhe von 53 m ausgeführt. Sie gehört damit zu den größten Hubbrücken der Welt.
Die Straßenbrücke hat beidseits ihrer Mittelachse zwei Busspuren, die für den späteren Umbau in eine Straßenbahnstrecke vorbereitet sind. Durch einen Randstein getrennt verlaufen daneben je zwei Fahrspuren für Kraftfahrzeuge. Auf beiden Seiten wird ein 4,80 m breiter Geh- und Radweg von den Fahrbahnen getrennt außen an den Türmen der Brücke vorbeigeführt. Die Brücke ist deshalb am Ufer 34 m, im mittleren Teil jedoch 45,3 m breit. Das Fahrbahndeck der Brücke ist in Längsrichtung leicht nach oben gewölbt, um im geschlossenen Zustand die geforderte lichte Höhe von 13 m zu erreichen. Die Geh- und Radwege mit ihrer sehr geringen Konstruktionshöhe haben bei der gleichen lichten Höhe eine deutlich flachere Wölbung, was vor allem Behinderten die Benutzung erleichtert.
Die Brücke ist insgesamt 433 m lang. An sie schließen sich die Widerlager und die Zufahrten zu den Straßen entlang der Ufer an.

### Technische Einzelheiten
Der markanteste Teil der Brücke ist die mittlere, 117,4 m lange und 45,3 m breite Brückentafel zwischen den vier Türmen. Sie besteht aus einem dreizelligen stählernen Hohlkasten mit einer 12 m breiten und 3,6 m hohen mittleren und zwei trapezförmigen seitlichen Zellen, deren Obergurt eine orthotrope Platte ist. Die Geh- und Radwege werden ihrerseits von kleinen Hohlkästen getragen, die durch lange Kragarme mit dem zentralen Hohlkasten verbunden sind. Die mehr als 2400 t schwere Brückentafel ist an Seilen mit einem Durchmesser von 76 mm befestigt, die über Umlenkrollen mit 4 m Durchmesser in der Spitze der Betontürme mit in den Türmen hängenden Gegengewichten aus Beton verbunden sind, die nur wenig leichter als die Stahlkonstruktion sind. Deshalb genügen relativ kleine Elektromotoren für den Hubvorgang.
Die 77 m hohen Betontürme haben einen annähernd elliptischen Hohlquerschnitt. In ihrem Inneren befinden sich neben den Seilen und Gewichten auch Aufzüge für das Wartungspersonal. Die vorgeschriebenen Nottreppen sind in ihren, in Längsrichtung gesehen, äußeren Enden als Wendeltreppen hinter Glas ausgeführt, deren nächtliche Beleuchtung einen deutlichen Akzent im Rahmen des Beleuchtungskonzepts der Brücke setzt.
Einige Meter vor den Türmen stehen vier Schiffsabweiser aus Beton mit 18 m Durchmesser, die bis in den Untergrund des Flusses reichen und eine Beschädigung der Brücke beim Anprall eines Schiffes verhindern sollen. Zwischen den Schiffsabweisern verbleibt eine lichte Weite von 106 m für die Schifffahrt.
Jeweils zwei der Türme stehen auf einem gemeinsamen, 44 m breiten Betonfundament, das bis in eine Tiefe von 25 m reicht und dort durch Bohrpfähle gesichert ist.

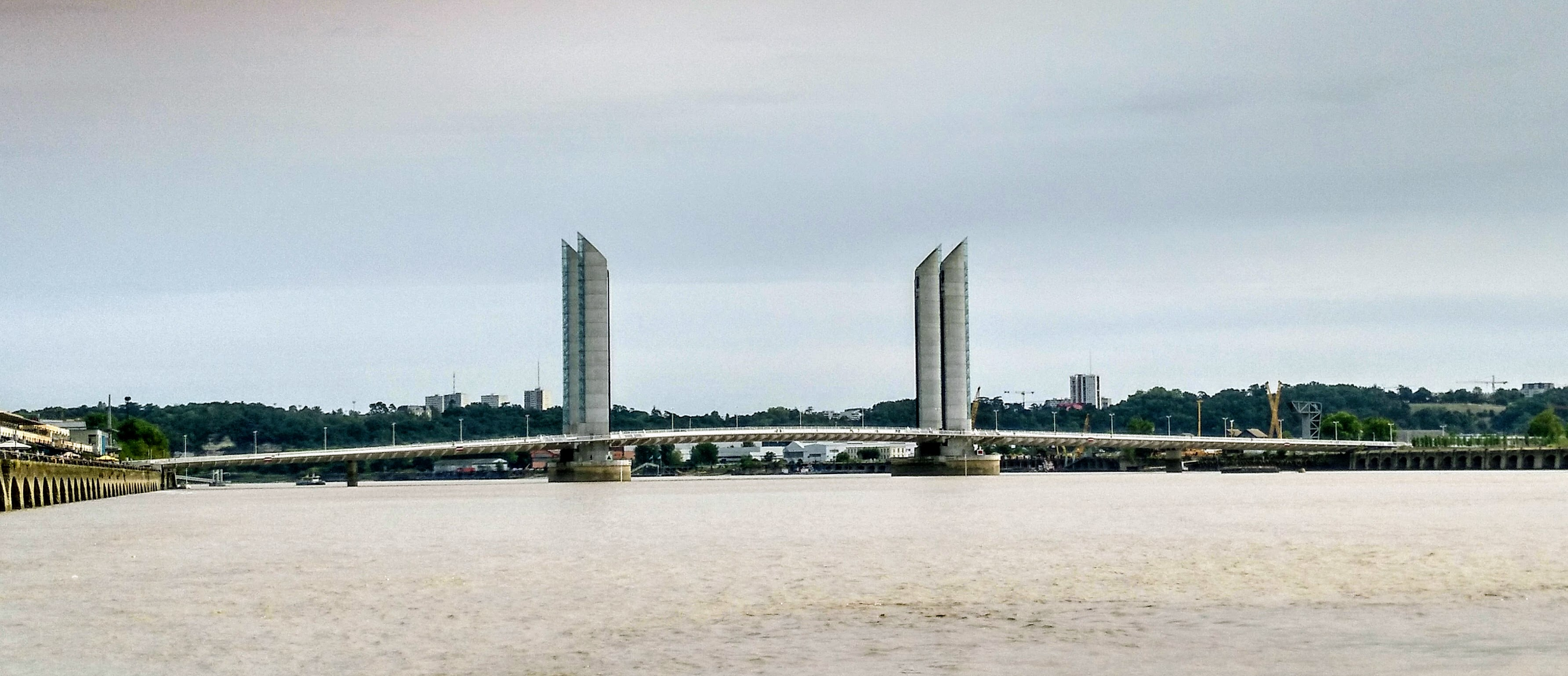
Pont Jacques Chaban-Delmas Gesamtansicht

Zwischen jedem Turmpaar ist ein 11 m kurzer, eigenständiger Abschnitt des Brückendecks angebracht, der zur mittleren Brückentafel wie auch zu den seitlichen Abschnitten nur durch Fahrbahnübergänge verbunden ist.
Die beiden seitlichen Abschnitte der Brücke bestehen aus einer Verbundkonstruktion mit einem stählernen Hohlkasten mit ähnlichem Querschnitt wie im mittleren Teil, jedoch mit einer Stahlbetonplatte anstelle der orthotropen Platte. Der linke, westliche Abschnitt ist 133,7 m lang und wird durch einen schlanken Pfeiler in zwei Öffnungen mit Stützweiten von 62,5 m und 71,2 m geteilt. Der rechte, östliche Abschnitt ist 159,8 m lang mit zwei Öffnungen von 81,3 m und 78,5 m.

### Betrieb der Brücke
Das Anheben bzw. Absenken der Brückentafel dauert zwar nur jeweils 12 Minuten, dennoch bleibt die Brücke aus Sicherheitsgründen jeweils für eine bis zweieinhalb Stunden für die Schifffahrt geöffnet. Ein größeres Schiff kann auf den letzten Kilometern vor der Brücke nicht mehr wenden, es muss deshalb bereits bei der Einfahrt in diesen Bereich absolut sicher sein, dass es problemlos durch die geöffnete Brücke fahren kann. Ursprünglich wurde mit 60 Öffnungen pro Jahr gerechnet, die sich allerdings auf die Hauptsaison konzentrieren. Die Zeiten der Schließung für den Straßenverkehr werden im Internet veröffentlicht.

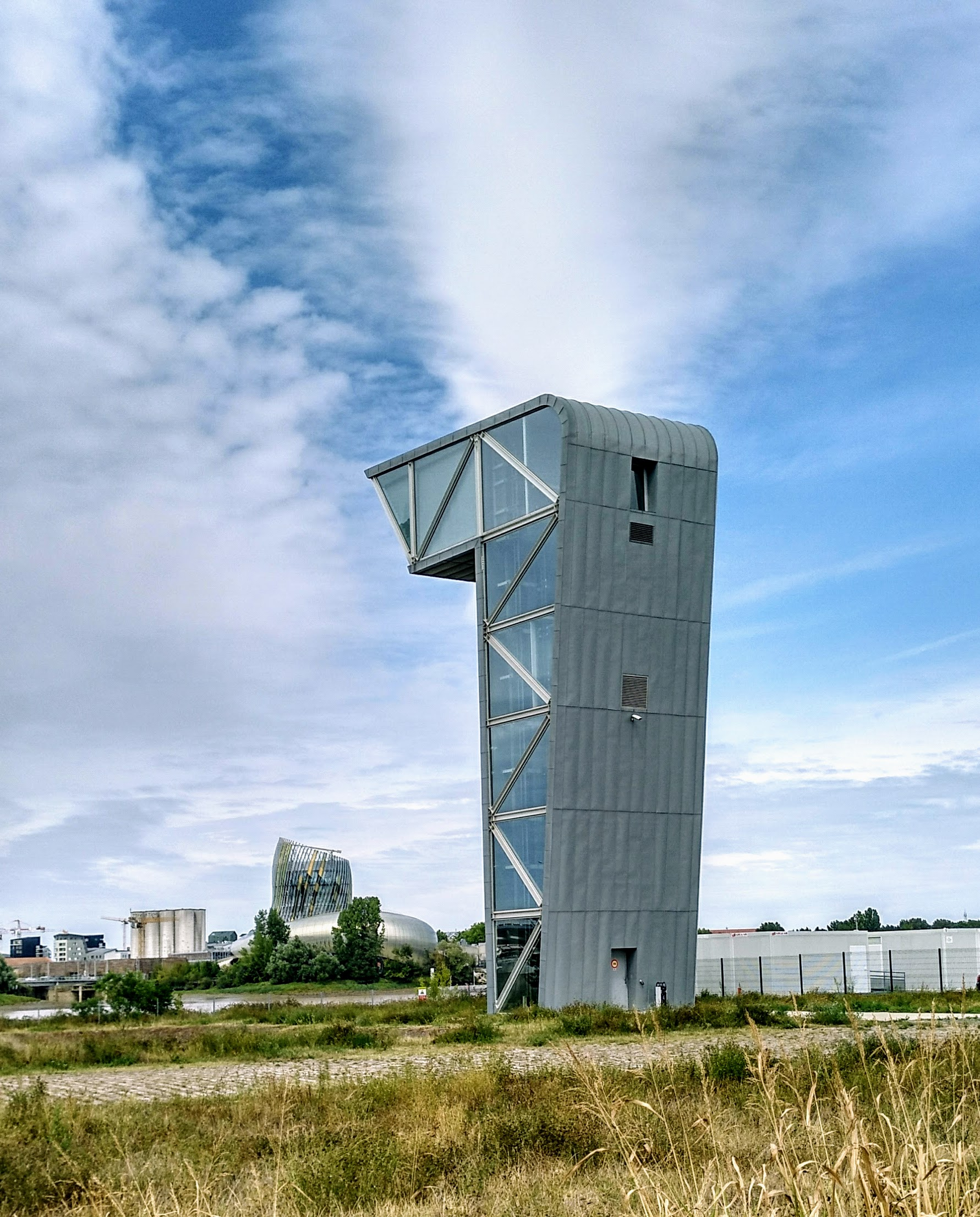
Kontrollturm der Pont Jacques Chaban-Delmas

## Projektablauf
Nach dem Beschluss des Gemeindeverbandes von Bordeaux (Communauté urbaine de Bordeaux, seit 2015 Bordeaux Métropole) im Jahr 2002 und einer beschränkten Ausschreibung für die Planung und den Bau der Brücke sowie verschiedenen Änderungen an den eingereichten Entwürfen erhielt 2006 eine Gruppe aus Unternehmen des VINCI-Konzerns und dem italienischen Stahlbauunternehmen Cimolai den Bauauftrag.
Der Entwurf ging auf Michel Virlogeux und das Architekturbüro Sarl Architecture et Ouvrages d’art von Thomas Lavigne zurück. Die Planung des Projektes erfolgte im Büro Egis-JMI, einem Zusammenschluss der französischen EGIS-Gruppe mit J. Muller International. Die Hebevorrichtungen wurden von Hardesty & Hanover geplant, dem insbesondere auf bewegliche Brücken spezialisierten Büro aus New York. Für das Beleuchtungskonzept war Yann Kersalé verantwortlich.
Die eigentlichen Bauarbeiten begannen im Oktober 2009. Da an den Ufern praktisch kein Platz für die Einrichtung einer Baustelle war, wurden die Fundamente der Brückentürme und die Schiffsabweiser in Trockendocks weiter stromabwärts vorgefertigt und anschließend zur Baustelle geschleppt und dort abgesenkt.
Das stählerne Brückendeck wurde von Cimolai im Werk San Giorgio di Nogaro am nördlichen Ende der Adria, in fünf Abschnitte unterteilt, einbaufertig hergestellt. Zunächst wurden die unterschiedlich langen Teile der zwei östlichen Seitenöffnungen übereinander auf einem Leichter gestapelt, der dann durch die Adria, das westliche Mittelmeer und die Straße von Gibraltar, an Portugal vorbei und über die Biskaya in die Garonne zur Baustelle geschleppt wurde. Dort wurden die beiden Brückenteile auf dem Leichter horizontal um 90° gedreht, so dass sie quer zu seiner Fahrtrichtung lagen – der nach der Meinung von Cimolai kniffligste Vorgang des gesamten Brückenbaus. Mit Hilfe von Flut und Ebbe wurden sie dann vom Leichter an ihren endgültigen Positionen abgesetzt. Ebenso wurde mit den beiden Brückenteilen des westlichen Abschnitts verfahren. Schließlich wurde auch der 117,4 m lange und 45,3 m breite mittlere Abschnitt auf einem Leichter zur Baustelle geschleppt. Dieses Teil konnte nicht auf dem Leichter gedreht werden. Der (etwas kürzere) Leichter musste deshalb quer zum Strom zwischen die Brückentürme bugsiert und dort so lange exakt in Position gehalten werden, bis das Brückendeck bei ablaufender Tide ebenfalls an seiner endgültigen Position abgesetzt war.
Die Bauarbeiten wurden Ende 2012 abgeschlossen. Nach ausführlichen Tests des Hebemechanismus wurde die Brücke am 16. März 2013 feierlich eröffnet.